# Flexplay
Flexplay – biodegradowalny dysk wideo DVD, którego maksymalny czas odczytu po rozpakowaniu wynosi około 48 godzin. Po tym czasie nośnik robi się czarny lub przezroczysty. Pojemność jednostronnego dysku wynosi 4,7 GB, a dwustronnego 8,5 GB. Flexplay został zainicjowany w 1999 roku przez dwóch profesorów: Yannis Bakos oraz Erik Brynjolfsson. Potem został on rozwinięty przez Flexplay Technologies i General Electric. Ta sama technologia była używana przez Wytwórnię Walta Disneya pod nazwą ez-D. Pierwszy dysk wydano w 2004 roku w USA. Nośnik zawierał film Noel.
Technologia była oryginalnie przeznaczona jako alternatywa dla krótkoterminowego wypożyczania filmów. Producenci mieli nadzieję, że będzie to sukces skali światowej, gdy w tym samym czasie DIVX zawiódł. Test zakupu dysków ez-D w kwietniu 2003 roku został zakończony, gdy konsumenci odrzucili koncept. Ze względu na obawy nielegalnej sprzedaży płyt, zostały one po kilku latach wycenione na $6.99 (około 20 zł).
W 2004 roku Flexplay sprzedał udziały The Convex Group (Grupie Convex), która posiadała również firmy Lidrock i HowStuffWorks. Od 2008 roku dysk Flexplay kosztował około $4.99 (około 15 zł), cenę porównywalną z 2-dniowym wypożyczeniem.

## Specyfikacja
Każda płyta jest dostarczana w pudełku zamkniętym próżniowo. W środku dysku widać wyraźnie barwioną żywicę, która reaguje z tlenem. Jeśli dysk jest nieotwarty, to jego żywotność wynosi około roku. Flexplay posiada, podobnie jak w innych dyskach DVD, czerwony barwnik w środku, który uniemożliwia odczytywanie dysku przez niebieski laser.